# Do Re Ciak Gulp!
Do Re Ciak Gulp! è stata una rubrica italiana di genere rotocalco, andato in onda dal 20 gennaio 1998 al 29 febbraio 2020 su Rai 1 ogni sabato nel TG1 meridiano, alle 13:50 e  trattava principalmente di spettacolo.

## Caratteristiche
Ideata e condotta da Vincenzo Mollica, la trasmissione, dalla durata di circa 4 minuti, che aveva come sottotitolo Rubrica di cultura e società, si occupava di approfondimenti sul mondo della musica (il Do Re del titolo, le prime due note musicali), cinema (il Ciak del titolo, riferito sia all'attrezzo usato per le riprese sul set che a Ciak, il primo programma radiofonico sul cinema, condotto dal 1962 da Lello Bersani e Sandro Ciotti), e fumetti (il Gulp! del titolo, che rimandava sia all'onomatopea che al primo programma televisivo sui fumetti, Gulp! - I fumetti in TV, del 1972).
In particolare, nel corso delle puntate venivano mostrati in prima assoluta videoclip di molti artisti, segnalati festival cinematografici, concerti musicali e mostre del fumetto; inoltre venivano talvolta presentati libri, dischi, home video, manifestazioni ed iniziative varie inerenti alle tre arti sopra citate.
La trasmissione andava in onda anche nel periodo estivo, senza interruzioni. La sigla di apertura e di chiusura era interpretata in ciascuna puntata da diversi protagonisti del mondo dello spettacolo (tra i quali Roberto Benigni, Vasco Rossi, Fiorello e altri).
La prima puntata della rubrica venne trasmessa il 20 gennaio 1998; l'ultima puntata andò in onda il 29 febbraio 2020 per il raggiunto pensionamento del conduttore.